# Nozéma
A nozéma, más néven gyomorvész vagy májusi vész egy méhbetegség. Kórokozói spórás egysejtűek, a Nosema apis vagy a Nosema ceranae. Erősen fertőző betegség, ami a kifejlett háziméhek leggyakoribb betegsége. Az édesharmatméz (mézharmatból gyűjtött méz) etetésével a méhek könnyebben megbirkóznak a betegséggel. Az Amerikai Egyesült Államokban és Franciaországban a rovarirtóval érintkező méhek hajlamosabbak rá. Nevével ellentétben bármikor előfordulhat, nemcsak májusban jelentkezhet.
Gyakori társfertőzése a Malphigi-amőba. A két betegség együtt még az erősebb családok kaptárait is képes kiüríteni.

## Kórokozója
A hagyományos típusú nozémát Nosema apis okozza, egy mikrospórás egysejtű (Microsporidia), így többnyire a gombákhoz számítják. Először 1909-ben írta le Enoch Zander. Nyugalmi állapotában spóraként tiszta 4 °C-os vízben egy, a méhek ürülékében két évig életképes. Ezzel szemben baktériumokkal szennyezett vízben, elpusztult méhekben vagy kiszáradva nem bírja sokáig. 33 °C körüli hőmérsékleten a spórák 21 napig életképesek. Legkedvezőbb számára a 30-35 °C-os hőmérséklet, és a fészekben is éppen ilyen hőmérséklet a legkedvezőbb.
1996-ban leírták az indiai méh hasonló betegségének kórokozóját is. Ez a Nosema ceranae. Azonban még ma is keveset tudunk arról a betegségről, amit az indiai méhben okoz.
Kínai kutatók (Huang és társai) 2005-ben a háziméhben is megtalálták a Nosema ceranaet Tajvanon. Nem sokkal később Spanyolországban is felfedezték, és a spanyol kutatók (Higes és társai) leírása szerint sokkal virulensebb a hagyományos nozémánál. A betegség lefolyása súlyosabb: hasmenés nincs, ezzel szemben erősebb károkat okoz a méhek beleiben. Többnyire az idősebb gyűjtőméhek szenvednek tőle, akik a családjuktól távol halnak meg, így a család legyengül. Az azóta eltelt években az új nozéma rohamosan elterjedt. Bármikor képes megbetegedést okozni, nemcsak tavasszal, ami a kórokozó erősebb ellenálló-képességét mutatja. Emellett a feltevések szerint még a visszafertőződés valószínűsége is növekedett.
A két típus csak laboratóriumi vizsgálattal különíthető el.
A kutatók gyanítják, hogy a korábbi tömeges méhpusztulás hátterében is az új nozéma állt, de ezt eddig még nem bizonyították be. Franciaországban az 1990-es évek végén, Németországban 2002-2003-ban volt tömeges méhpusztulás. Spanyolországban az új nozéma lassanként kiszorítja az eredetit. 2005/2006 telén egy német referencialabor vizsgálatai tíz családból nyolcnál megtalálták az új nozémát. 2006-ban Svájcból és Olaszországból jelentették, hogy kapcsolatot találtak a méhek fokozott elhullása és az új nozéma között.
Német kutatók (Ritter, CVUA Freiburg) már 2006-ban felvetették, hogy lehet, hogy az új nozéma már korábban is itt volt, csak nem vettük észre. A betegség lefutása azért változhatott meg, mert a méheket legyengítette az atka és más tényezők. Egy Bajorországban 131 méhcsaládon végzett vizsgálat megerősítette ezt az elméletet. A Varroa atka kórokozókat is közvetít, így vírusokat is, amelyek tényleg legyengítik a méhek védekezőképességét. Az esetek mindössze 14,5%-ában voltak jelen spórás egysejtűek; ezek felében a nozéma kórokozóit találták meg. A vírusok és az új nozéma szerepe vitatott.
Klee és társai régebbi és újabb nozémaminták vizsgálata alapján arra a következtetésre jutottak, hogy az új kórokozó az utóbbi évtizedekben váltott eredeti gazdájáról a háziméhre. Meglepő gyorsasággal terjedt el az európai kontinensen, Ázsiában és Amerikában. Egyelőre Írország és Új-Zéland mentes az új nozémától. Hiányzó minták miatt nem lehet megállapítani, hogy mi a helyzet Afrikában, Ausztráliában és Nagy-Britanniában. Mivel már jelen van a dán szigeteken is, és viharos gyorsasággal képes terjedni, ezért valószínű, hogy nemsokára világszerte megtalálható lesz.

## Terjedése
A nozéma a méhek ürülékével terjed. Amit az ürülék beszennyez, az közvetíti a betegséget. Más családba többnyire léppel, méhészeti eszközökkel vagy rablással kerül át.
Mivel a fertőzött méhek rossz dajkák, és korán más munkákra térnek át, a frissen kelt méhek nem fertőzöttek. Miután a spórák bejutottak a méh testébe, felélednek, és megtelepednek a középbél hámjában. Itt elkezdenek növekedni és szaporodni, amivel tönkreteszik a sejtet. Egy hét alatt a sejtek megtelnek spórákkal. Ezeket az emésztőenzimek szabadítják ki, majd kijutnak a szabadba és fertőznek tovább.

## Tünetei
A legtöbb tünete nem jellemző, ezért összetéveszthető más betegségekkel. Legerősebben a dolgozók pusztulnak, a herék ritkábban betegszenek meg. Előfordul, hogy az anya is megbetegszik, petefészke sorvadni kezd. A család elnéptelenedik, vagy annak ellenére nem népesedik, hogy fiasítása is van, és élelemben sincs hiány.
Fő tünete a hasmenés. A hagyományos nozémában sárga foltok láthatók a kaptárban és a kaptáron kívül is. Az ürüléket feltakarítják a frissen kelt fiatalok, amivel megfertőződnek. A beteg méhek gyakran röpképtelenekké válnak, és csomóban lógnak a kaptár előtt. Az új nozémában a kaptár tiszta, de a röpképtelen méhcsomó itt is apatikusan ül a kaptár előtt. Megfigyelhető a potroh megvastagodása, a hiányzó szúróreflex és az anya gyors cseréje. A virágpor hasznosításának romlása miatt a méhek élettartama és a méztermelés is csökken. A bél belső felülete megújul; ha ez lépést tud tartani az élősködő szaporodásával, akkor a beteg méh állapota javulhat is. Maga a kórokozó a méh egész testében is elterjed.
Ha az anya is megbetegszik, akkor lecserélik, mert egyre kevesebbet petézik.
A Higes és társai által Spanyolországban leírt új nozéma több tekintetben is különbözik a hagyományos típustól. A bélben a sejtpusztulás nagyobb és gyorsabb. Hiányzott a klasszikus hasmenéses, méhcsomós kórkép. Ennek okaként azt jelölték meg, hogy főként a gyűjtőméhek betegedtek meg, akik otthonuktól távol haltak meg. Emiatt egyre csökkent a behordott élelem, ami a család további gyengülését eredményezte.
Ritter ezzel szemben leírta a klasszikus tüneteket, de kiemelte, hogy bármikor megjelenhet az év folyamán. Télen ez az egész család kihalását okozta, azonban nem lehetünk abban bizonyosak, hogy ez az új nozéma miatt történt.
A betegségnek kedvez, ha a méhek sokáig húzódnak fürtbe, ha rossz a téli eleség, vagy ha a családot megviseli a tél. A nem nozémás hasmenés tovább súlyosbítja a betegséget. Amennyiben hasmenés is társul a nozémához, akkor a család menthetetlen.

## Idegmérgek (rovarölők) hatása
Az újabb tanulmányok megerősítik a rovarölők közvetett hatását a kórokozó növekedésére. Amerikai kutatók 2012-es cikkükben arról írtak, hogy a családokat három költéscikluson át az Imidacloprid nem halálos adagjának tettek ki. Ezután a frissen kelt méheket érintkezésbe hozták a nozémával. Habár az adagok nem hatottak az élettartamra és a táplálékgyűjtésre, a kezelt családokban szignifikánsan nőtt a nozémával fertőződő méhek száma.
Francia kutatók 2011-ben Orléans-ban hasonló eredményre jutottak a Fipronil és a Thiacloprid rovarölőkkel. Az amerikai kutatók megerősítették a francia INRA kutatóközpont (Avignon) 2009-es eredményeit, akik szintén Imidaclopridot használtak.
Már Örösi Pál Zoltán is kétféle nozémát írt le, és a súlyosabb változatot annak tulajdonította, hogy a beteg családok már előzőleg is le voltak gyengülve, viszont cáfolja, hogy a cukros etetés miatt törne ki a nozéma.

## Felismerése
A mintát úgy kell csomagolni, hogy össze ne nyomódjon postázás közben.
A laboratóriumi vizsgálatban fénymikroszkóppal keresik a paraziták spóráit az elhullott méhek beleiben. Nem tudnak különbséget tenni a kétféle nozéma között.
A méhész is könnyen felismerheti a nozémát. Ehhez hüvelyujjának körme és mutatóujjának ujjbegye közé kell csípnie az elpusztult méh fullánkját, és az ahhoz szorosan csatlakozó végbelet. Ha ennek tartalma üveges fehér, akkor az megerősíti a nozéma gyanúját. Egészséges méhben ennek sárgának-világosbarnának kell lennie. Azonban, ha az elpusztult méhek bele sárgás, az még nem zárja ki a nozémát.

## Kezelése
A nozéma kezeléséhez használható antibiotikum a fumagillin, ami gátolja a spórák növekedését a bélben, azonban nem irtja ki őket. Sok méhész bizalmatlan az antibiotikummal szemben, és inkább a biológiai módszereket és a fertőtlenítést választja. Ajánlatos fertőtleníteni az eszközöket és a lépeket. A spórák érzékenyek az ecetre (legalább 60%-os ecetsav, védőfelszerelést kell használni), a formalinra, az ultrahangra és a gammasugárzásra, de elpusztítja őket a viasz beolvasztása és a keretek és a kaptár végigperzselése is. A fiasítás pótlására új, tiszta lépeken kell fiasítást beadni. A legyengült családot etetni kell. Az Apimondia megelőzésként javasolja a Protofil nevű növényi készítményt. A lépek építtetése, az öreg lépek lecserélése is segít megelőzni a nozémát. A biológiai kezelés részeként a családot leröptetéssel és a leröptetett kijáró méhek lekénezésével megszabadítják az idősebb méhektől, és az új nemzedéket a kijáró és a fészek szűkítésével és takarásával tartják melegen. Szükség esetén anyát cserélnek. Ha a család nagyon legyengül, akkor már nem igyekeznek megmenteni.

## Más állatok nozémája
A nozéma nem tagjai más rovarokat is megtámadnak. A Nosema vespula európai darazsakat, a Nosema trichoplusiae az ezüstgammás aranybagoly lepkét, a Nosema furnacalis a fényiloncafélék közé tartozó Ostrinia furnacalist, a Nosema necatrix a Mythimna unipuncta bagolylepkét, és a Nosema bombycis a selyemlepkét. Ez utóbbi a selyemhernyó egyik legfontosabb betegsége.
A Nosema fajokhoz hasonló kórokozók emlősöket is megbetegíthetnek. A házinyúl egy ismert betegségét az Encephalitozoon cuniculi okozza, ami a nyúl agyának sejtközötti állományát roncsolja. Egyes hasonló fajok akár még az ember agyát is képesek megfertőzni. Mindezeket a betegségeket hagyományosan nozémának hívják, mivel kórokozóit korábban a nozémák közé sorolták.

## Fordítás
Ez a szócikk részben vagy egészben  a   Nosemose című német Wikipédia-szócikk fordításán alapul.  Az eredeti cikk szerkesztőit annak laptörténete sorolja fel. Ez a jelzés csupán a megfogalmazás eredetét és a szerzői jogokat jelzi, nem szolgál a cikkben szereplő információk forrásmegjelöléseként.